# ピコプランクトン
ピコプランクトン（picoplankton）とは、細胞径が0.2-2 μmのプランクトンである。水圏生態系においては体サイズが生態学的地位を規定する重要な要素であるため、このような区分がなされる。この場合の“ピコ”は、先んじて用いられていた用語であるナノプランクトン（細胞径2-20 μm）よりも小さいプランクトンという意味合いで用いられており、国際単位系のもの（10-12）とは直接関係がない。ピコプランクトンは酸素発生型光合成を行う植物プランクトン（藻類）、すなわちピコ植物プランクトン（picophytoplankton）と、それ以外の栄養形式の細菌類に分けられる。この項においては海洋生態系において特徴的な前者に重点を置いて解説する。

## 研究の歴史
この大きさの生物は、旧来のプランクトン採集の道具であるプランクトンネットでは採集されないため、長らく無視されてきた。1980年代以降急速に研究が進み、外洋域を中心に一次生産に多大に寄与することがわかってきた。
- 1952：Butcher による最初のピコプランクトン（黄金色藻 Chromulina pusilla）の記述。後の1960年に C. pusilla は Micromonas pusilla としてプラシノ藻類へ移された。この種は温帯の外洋域において最も優占するピコプランクトンである。
- 1979：Waterbury による海洋性 Synechococcus の発見、及び Johnson と Sieburth による電子顕微鏡観察。
- 1982：同じく Johnson と Sieburth による真核ピコプランクトンの電子顕微鏡観察、及び重要性の提起。
- 1983：Li と Platt による、海洋の一次生産に対するピコプランクトンの寄与に関する報告。
- 1986：Chisholm と Olson が、サルガッソー海より“prochlorophytes”（「原核緑藻」）を発見。後の1992年に Prochlorococcus marinus と命名される。
- 1995：Courties が、フランスの潟湖から最小の真核藻類である緑藻 Ostreococcus tauri を発見。
- 2001：ヨーロッパの二つの研究チームがほぼ同時に、海洋の環境DNAを材料とした、リボソームRNA系統解析による真核ピコプランクトンの多様性に関する研究成果を報告。

## 研究方法

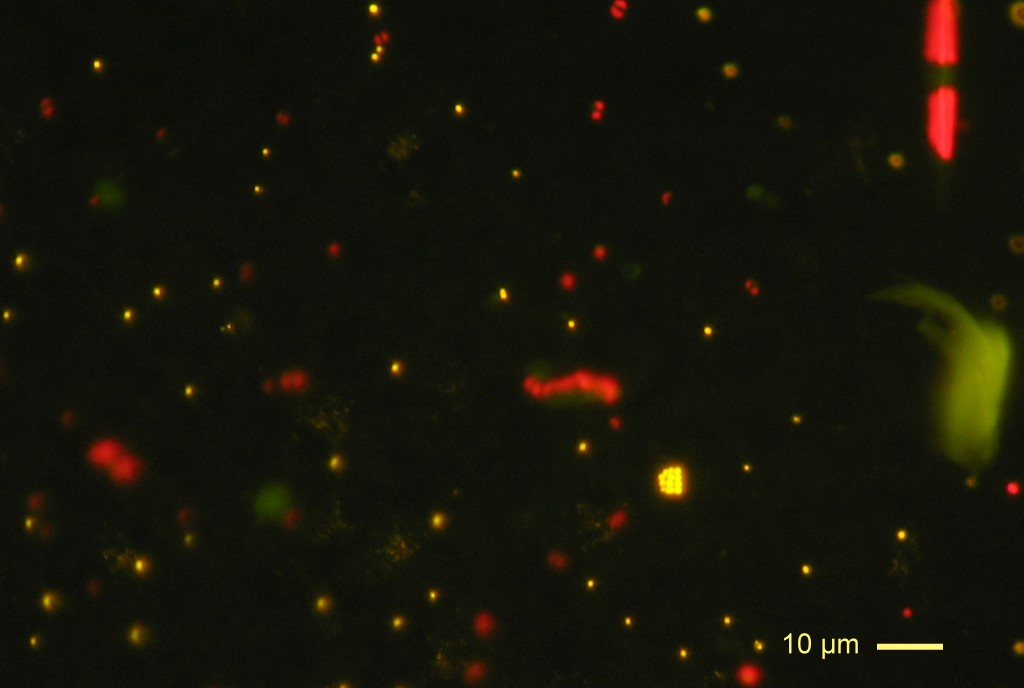
ピコプランクトンの蛍光顕微鏡像（B励起）。オレンジ色の点が Synechocococus、赤色はクロロフィルの自家蛍光。

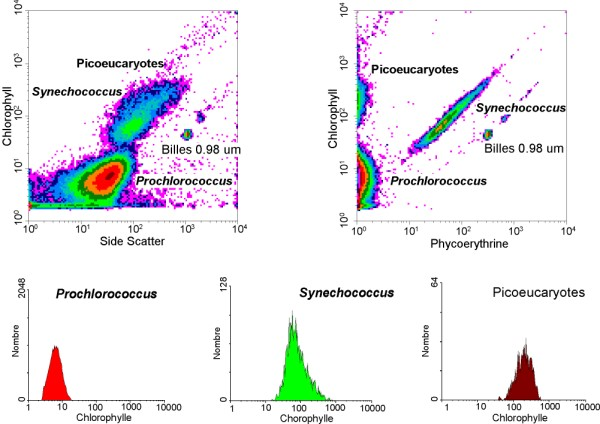
フローサイトメトリーによるピコプランクトンの分別

ピコプランクトンはその小ささゆえに、光学顕微鏡観察のような旧来の方法では研究を進めるのが困難であった。以下のような、より洗練された手法が必要となる。
蛍光顕微鏡
生物が持つ光合成色素の自家蛍光を検出する事により、例えばフィコエリスリンを持つ Synechococcus  を識別する事が可能となる（→ 画像を参照）。
フローサイトメトリー（Flow cytometry）
フローサイトメーター（Flow cytometer）と呼ばれる装置により、細胞などの粒子を粒径と光学的特性（蛍光波長など）で分別する手法。一秒間に1,000-10,000もの細胞を選り分ける事ができる。これにより、海水サンプル中のプランクトンの濃度を容易に決定することができ、同時におおよそ主要なピコプランクトンのグループ（Synechococcus、Prochlorococcus、ピコ真核プランクトン、後述）に分別することが可能である。例えば Synechococcus は、色素の二重蛍光（フィコエリスリンの橙色蛍光、クロロフィルの赤色蛍光）を検出する事で識別できる。フローサイトメトリーは生物株の確立にも有効で、より詳細な研究へとつなげる為の手法でもある。
フローサイトメトリーによる解析において、ピコ真核植物プランクトンは細胞径が1-3 μm程度のクラスターを形成し、ピコ植物プランクトンの本来の定義にそぐわない状況がしばしば見られる。これはウルトラ植物プランクトン（ultraphytoplankton）と呼ばれることもある。
高速液体クロマトグラフィー（HPLC）
クロロフィルやカロテノイドといった光合成色素の分析に用いる。藻類の色素組成はある程度系統を反映しており、これを推定する上で有用である。
分子生物学的手法
サンプル中の生物多様性を把握する為に、クローニングやDNAシークエンス、rRNA系統解析などが行われている。その後DGGE（Denaturing Gel Electrophoresis、変性剤の濃度勾配をつけたゲルによる電気泳動）など、より簡便で高速な手法も登場している。
他に、特定の分類群を標識する蛍光プローブを用いたFISH法（In situ hybridization）や、リアルタイムPCRによる定量なども行われている。特に後者は大量のサンプルを高速に処理できる方法であるが、信頼性の高いデータを得るには標準物質による慎重なキャリブレーション（補正）が要求される。

## 主なピコプランクトン
海洋におけるピコプランクトンは現在のところシネココッカス（Synechococcus）、プロクロロコッカス（Prochlorococcus）、ピコ真核プランクトン、従属栄養性細菌の4群に大別される。また、近年古細菌（アーキア）についての報告も増えている。
シネココッカス
淡水では古くから知られていた Synechococcus であるが、海洋での存在が報告されたのは1979年である。Synechococcus は球状で単細胞の藍藻（シアノバクテリア）であり、細胞径は1 μm程度。蛍光顕微鏡下では青色光の励起により橙色の粒子として観察されるが、これは細胞が持つフィコエリスリンによるものである。極域を除く沿岸から外洋までの有光層に広く分布し、細胞密度は1 mlあたり10,000細胞程度である。
プロクロロコッカス
Prochlorococcus は1986年に報告された、球状もしくはややつぶれた球状の単細胞シアノバクテリアである。細胞長は0.6 μmほどである。フィコエリスリンをほとんどもたず、ジビニルクロロフィル a/bを光合成色素として有する点が特徴的である。この緑藻に似た色素組成から、古くは原核緑藻と呼ばれた事もある。よく成層した亜熱帯および熱帯域の有光層に分布し、細胞密度は1 mlあたり100,000細胞以上に達することもある。地球上で最大のバイオマスを誇る光合成生物とも言われる。
シネココッカスとプロクロロコッカスはともにシアノバクテリアのサブグループであり、共通祖先から分岐した。
従属栄養性細菌
極めて多様。真正細菌（バクテリア）の項を参照のこと。
古細菌（アーキア）
深海中でタウム古細菌(Thaumarchaeota)と呼ばれる系統が優占する。16S rRNAクローンから推測される存在量は膨大であるが、培養は極めて困難なためFISH法などの分子生化学的手法が開発されるまで発見されなかった。水族館のフィルターから同系統の"Nitrosopumilus maritimus"が単離されている。この菌は海水中でアンモニア酸化を行う。また、ユリアーキオータに属し、有光層にみられるMarine group IIなどについても報告例がある。
ピコ真核プランクトン
ピコ真核プランクトンは真核性のピコプランクトンの総称であり、緑藻類およびプラシノ藻類などが含まれる。ほぼ全世界の海洋の有光層に分布するが、亜熱帯域の外洋では高密度では存在しない。細胞密度は海域により大きく異なる。形態学的な特徴に乏しく、電子顕微鏡を用いなければ種の同定、分類もままならない状態であったため、その存在は古くから知られていたが、研究は上記2群に比較すると立ち遅れていた。
1990年以降、ピコプランクトンに対する様々な研究手法が確立されてきたのを受け、その多様性が明らかになると共に分類群の新設が進められてきた。1993年に、Robert A. Andersen が不等毛植物の新たな綱であるペラゴ藻綱を設立した。翌1994年には非常に小さな緑藻類である Ostreococcus tauri が発見され、沿岸域において重要な生態的地位を占める事が示唆された。1999年には、珪藻に近縁なピコプランクトンであるボリド藻綱も作られた。現在のところ、様々な分類群に渡って50種以上のピコ真核プランクトンが知られている。
- ピコ真核プランクトンの例（参考文献1より引用、一部改変）数値はおおよその細胞径を表す。

緑色植物門
緑藻綱 Chlorophyceae
- Chlorella nana Butcher1.8-2.6 μm
- Nannochloris eukaryotum Naumann 0.8-2.2 μm

プラシノ藻綱 Prasinophyceae
- Ostreococcus tauri Courties et Chretiennot-Dinet 1995 0.8 μm
- Ostreococcus oceanica 0.8 μm
- Pseudoscorfeldia marina Manton 2-3 μm
- Pycnococcus provasolii Guillard 1990 1-4 μm
- Bathycoccus prasinos Eikrem et Throndsen 1990 1.5-2.5 μm
- Prasinococcus capsulatus Miyashita et Chihara 1995 3.5-5 μm
- Prasinoderma coloniale Hsegawa et Chihara 1996 2.5-5 μm
- Mantoniella squamata (Manton et Parke) Desikachary 3-5 μm
- Micromonas pusilla (Butcher) Manton et Parke 1-1.5 μm
- Resultor micron (Throndsen) Moestrup 2-4 μm　

不等毛植物門
黄金色藻綱 Chrysophyceae
- Picophagus flagellatus Guillou et Chretiennot-Dinet 2000 1.5-2 μm
- Tetrapalma pelagica Booth 1987 2-5 μm

真正眼点藻綱 Eustigmatophyceae
- Nannochloropsis atomus 1.5-4 μm
- Nannochloropsis maculata 1.5-4 μm
- Nannochloropsis oculata (Droop) Hibberd 1.5-4
- Nannochloropsis salina Hibberd 1.5-4 μm
- Nannochloropsis gaditana Lubian 2.5-5 μm
- Nannochloropsis granulata Karlson et Potter 1982 2-4 μm

ペラゴ藻綱 Pelagophyceae
- Pelagococcus subviridis Norris 1977 2.5-5.5 μm
- Pelagomonas calceolata Andersen et Saunders 1993 1.3-3 μm
- Aureococcus anophagefferens Hargraves et Sieburth 1988 2-4 μm
- Aureoumbra lagunensis Stockwell et al. 1997 2.5-5 μm

ピングイオ藻綱 Pinguiophyceae
- Pinguichrysis pyriformis Kawachi 2002　1-3 μm

ボリド藻綱 Bolidophyceae
- Bolidomonas pacifica Guillou et Chretiennot-Dinet 1999 1.5-2 μm

ビコソエカ類 Bicosoecophyceae（無色ストラメノパイル）
- Symbiomonas scintillans Guillou et Chretiennot-Dinet 2000 1-2 μm

ハプト植物門
プリムネシウム藻綱 Prymnesiophyceae
- Imantonia rotunda Reynolds 1974 2-4 μm

- 参考：真核ピコプランクトンの一覧（英語）

また、海水などの環境サンプルから直接DNAを抽出し、系統解析を行う手法（メタゲノム解析）により、培養が困難な真核ピコプランクトンの存在が認識されるようになった。この場合の分子種としては、真核生物特異的である18S rRNA配列がよく用いられる。これにより、未知のピコプランクトンを系統樹上にマッピングする事が可能となった。このような手法は、1990年代以降にバクテリアに対して用いられてきたものであり、真核生物に応用されるようになったのはほんの10年ほど前の事である。明らかにされたピコ真核プランクトンの多様性は、未だその全体像の一端に過ぎない。

## 分布

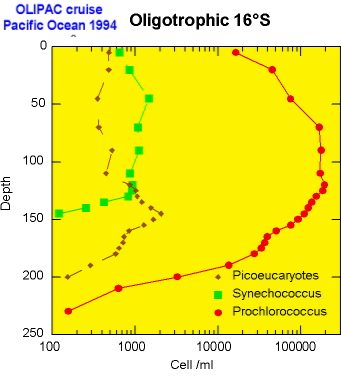
太平洋におけるピコプランクトンの深度別分布

それぞれのピコプランクトンは、海洋環境中で独自の生態的地位を占める。
- Synechococcus は、湧昇や沿岸域といった中栄養（貧栄養と富栄養の中間）の環境で優占する。
- Prochlorococcus は貧栄養の環境において、Synechococcus に代わり優占する。一方、北大西洋のような高緯度の温帯地域では、海水温が低い為に Prochlorococcus は増殖できず、ほとんど見られない。
- ピコ真核プランクトンは様々な環境に広く分布する。深度としては有光層の下層部に多い。沿岸域では構成種の季節変動が大きく、時期により Micromonas など特定の種類が優占する。

1980年代頃までは、海洋におけるピコプランクトンの増殖速度は非常に低い（1週間から1ヶ月に1分裂）と見積もられていた。これは外洋のバイオマスが安定であるという事実に基づいていたが、後にこの仮説は否定され、ピコプランクトンの動態は従来考えられていたものよりも非常にダイナミックである事が明らかとなった。体長数μmの小さな捕食者が、増殖するピコプランクトンを増えた傍から摂食していくのである（→ 微生物環）。この洗練された捕食者-被食者の関係が、ピコプランクトンの生物量をほぼ一定に保っている。しかしながらこの生産と消費の関係は、そのターンオーバーを測定する事が非常に困難であった。1988年、アメリカの研究者である Carpenter と Chang が、DNAの複製過程に着目してプランクトンの増殖速度を見積もる方法を提唱した。これはフローサイトメーターを用い、細胞中のDNA量の変化を追跡するものである。これにより、ピコプランクトンの分裂は一日一回ほどであり、しかも高度に同期している事が明らかとなった。

## ゲノムプロジェクト
2000年代以降、生物の全ゲノムを網羅的に解析する研究計画、いわゆるゲノムプロジェクトが世界各国で進められてきた。全ゲノム配列を明らかにする事によって、生物の全代謝系や、あるいは生物がその環境にどのように適応しているのか、といった事象を包括的に理解する事も可能となりつつある。現在までに、数種類の Prochlorococcus や Synechococcus、それに一種類の Ostreococcus の全ゲノムが決定されている。他にも幾つかのシアノバクテリアや真核のピコプランクトン（Bathycoccus、Micromonas）のゲノムプロジェクトが進行中である。
| 属              | 株番号  | プロジェクトの主体 |
| --------------- | ------- | ------------------ |
| Prochlorococcus | MED4    | JGI                |
|                 | SS120   | Genoscope          |
|                 | MIT9312 | JGI                |
|                 | MIT9313 | JGI                |
|                 | NATL2A  | JGI                |
|                 | CC9605  | JGI                |
|                 | CC9901  | JGI                |
| Synechococcus   | WH8102  | JGI                |
|                 | WH7803  | Genoscope          |
|                 | RCC307  | Genoscope          |
|                 | CC9311  | TIGR               |
| Ostreococcus    | OTTH95  | Genoscope          |

- 参考：JGI Ostreococcus tauri v2.0 Home

### 英語版の参考文献
- Butcher R (1952). “Contributions to our knowledge of the smaller marine algae”. Journal of the Marine Biological Association UK 31:  175-91.
- Manton I, Parke M (1960). “Further observations on small green flagellates with special reference to possible relatives of Chromulina pusilla Butcher”. Journal of the Marine Biological Association UK 39:  275-98.
- Waterbury JB et al (1979). “Wide-spread occurrence of a unicellular, marine planktonic, cyanobacterium”. Nature 277:  293-4.
- Johnson PW, Sieburth JM (1979). “Chroococcoid cyanobacteria in the sea: a ubiquitous and diverse phototrophic biomass”. Limnology and Oceanography 24:  928-35.
- Johnson PW, Sieburth JM (1982). “In-situ morphology and occurrence of eucaryotic phototrophs of bacterial size in the picoplankton of estuarine and oceanic waters”. Journal of Phycology 18:  318-27.
- Li WKW et al (1983). “Autotrophic picoplankton in the tropical ocean”. Science 219:  292-5.
- Chisholm SW et al (1988). “A novel free-living prochlorophyte occurs at high cell concentrations in the oceanic euphotic zone”. Nature 334:  340-3.
- Chisholm SW et al (1992). “Prochlorococcus marinus nov. gen. nov. sp.: an oxyphototrophic marine prokaryote containing divinyl chlorophyll a and b”. Archives of Microbiology 157:  297-300.
- Courties C et al (1994). “Smallest eukaryotic organism”. Nature 370:  255.
- Lopez-Garcia P et al (2001). “Unexpected diversity of small eukaryotes in deep-sea Antarctic plankton”. Nature 409:  603-7.
- Moon-van der Staay SY et al (2001). “Oceanic 18S rDNA sequences from picoplankton reveal unsuspected eukaryotic diversity”. Nature 409:  607-10.
- Not F et al (2004). “A single species Micromonas pusilla (Prasinophyceae) dominates the eukaryotic picoplankton in the western English Channel”. Applied and Environmental Microbiology 70:  4064-72.
- Johnson ZI et al (2006). “Niche partitioning among Prochlorococcus ecotypes along ocean-scale environmental gradients”. Science 311:  1737-40.
- Partensky F tet al (1999). “Prochlorococcus, a marine photosynthetic prokaryote of global significance”. Microbiology and Molecular Biology Reviews 63:  106-27.
- Andersen RA et al (1993). “Ultrastructure and 18S rRNA gene sequence for Pelagomonas calceolata gen. and sp. nov. and the description of a new algal class, the Pelagophyceae classis nov”. Journal of Phycology 29:  701-15.
- Guillou L et al (1999). “Bolidomonas : a new genus with two species belonging to a new algal class, the Bolidophyceae (Heterokonta)”. Journal of Phycology 35:  368-81.
- Rocap G et al (2003). “Genome divergence in two Prochlorococcus ecotypes reflects oceanic niche differentiation”. Nature 424:  1042-7.
- Dufresne A et al (2003). “Genome sequence of the cyanobacterium Prochlorococcus marinus SS120, a nearly minimal oxyphototrophic genome”. Proceedings of the National Academy of Sciences of the United States of America 100:  10020-5.
- Palenik B et al (2003). “The genome of a motile marine Synechococcus”. Nature 424:  1037-42.
- Derelle E et al (2006). “Genome analysis of the smallest free-living eukaryote Ostreococcus tauri unveils many unique features”. Proceedings of the National Academy of Sciences of the United States of America 103:  11647-52.
- Venter JC et al (2004). “Environmental genome shotgun sequencing of the Sargasso Sea”. Science 304:  66-74.
- Palenik B et al (2006). “Genome sequence of Synechococcus CC9311: Insights into adaptation to a coastal environment”. Proceedings of the National Academy of Sciences of the United States of America 103:  13555-9.
- Zehr JP et al (2001). “Unicellular cyanobacteria fix N2 in the subtropical North Pacific Ocean”. Nature 412:  635-8.
- Butcher R (1952). “Contributions to our knowledge of the smaller marine algae”. Journal of the Marine Biological Association UK 31:  175-91.
- Eikrem W, Throndsen J (1990). “The ultrastructure of Bathycoccus gen. nov. and B. prasinos sp. nov., a non-motile picoplanktonic alga (Chlorophyta, Prasinophyceae) from the Mediterranean and Atlantic”. Phycologia 29:  344-350.
- Chretiennot-Dinet MJ et al (1995). “A new marine picoeucaryote: Ostreococcus tauri gen et sp nov (Chlorophyta, Prasinophyceae)”. Phycologia 34:  285-292.* Sieburth JM et al (1999). “Widespread occurrence of the oceanic ultraplankter, Prasinococcus capsulatus (Prasinophyceae), the diagnostic "Golgi-decapore complex" and the newly described polysaccharide "capsulan"”. Journal of Phycology 35:  1032-43.
- Platt T et al (1983). “Photosynthesis of picoplankton in the oligotrophic ocean”. Nature 300:  701-4.
- Stomp M et al (2004). “Adaptive divergence in pigment composition promotes phytoplankton biodiversity”. Nature 432:  104-7.
- Campbell L et al (1994). “The importance of Prochlorococcus to community structure in the central North Pacific Ocean”. Limnol. Oceanogr. 39:  954-61.
- Rappe MS et al (1995). “Chromophyte plastid 16S ribosomal RNA genes found in a clone library from Atlantic Ocean seawater”. Journal of Phycology 31:  979-88.